# Richard Needon
Karl Richard Needon (* 3. November 1861 in Dresden; † 5. August 1931 in Bautzen) war ein deutscher Lehrer, Historiker und Heimatforscher.

## Leben
Needon besuchte ab 1872 für sechs Jahre das Gymnasium in Bautzen, dann drei Jahre das Königliche Gymnasium in Dresden-Neustadt. Ab 1881 studierte er an der Universität Leipzig Philologie und Geschichte, wurde dort 1885 zum Dr. phil. promoviert.
In Leipzig war Needon 1886 Probandus am dortigen Gymnasium, danach Vikar in Wurzen und Zwickau, wo er 1890 Gymnasiallehrer wurde. 1894 kam er nach Bautzen an das Gymnasium, an dem er dann 30 Jahre lang unterrichtete. 1906 wurde ihm der Titel eines Professors verliehen. 1916 wurde er zum Studienrat und 1920 zum Oberstudienrat befördert.
Von 1911 bis 1922 war Needon Leiter der Bautzener Stadtbibliothek.
Needon beschäftigte sich hauptsächlich mit Forschungen zur sächsischen Geschichte, insbesondere mit der Oberlausitz und der Bautzener Stadtgeschichte. Er veröffentlichte neben Monographien auch zahlreiche Beiträge in den Bautzener Geschichtsheften, im Bautzener Tageblatt, Neuen Lausitzischen Magazin und der Oberlausitzer Heimatzeitung.
Richard Needon verstarb am 5. August 1931 in Bautzen. Er wurde am 8. August auf dem Friedhof der Taucherkirche neben seiner Gattin Marie († 1929) beigesetzt.

## Schriften (Auswahl)
- Beiträge zur Geschichte Heinrichs V: Die Anfänge seiner Regierung 1105–1100. Dissertation, Leipzig 1885.
- Abriß der Geschichte von Bautzen. Weller, Bautzen 1919[3]
- Das Brandgräberfeld von Litten bei Bautzen und verwandte Fundstätten aus der späteren römischen Kaiserzeit. 1920, urn:nbn:de:bsz:14-db-id19169993284.
- Das Bautzener Gymnasium in vier Jahrhunderten: 1527–1927; Festgabe für die ehemaligen Schüler zur Jubelfeier 1927. Monse, Bautzen 1927.